# Ever Hugo Almeida
Ever Hugo Almeida Almada (ur. 1 lipca 1948 w Salto) – piłkarz paragwajski grający na pozycji bramkarza. Po zakończeniu kariery został trenerem.

## Kariera klubowa
Karierę piłkarską Almeida rozpoczął w urugwajskim klubie CA Cerro. W 1967 roku zadebiutował w jego barwach w urugwajskiej Primera División. Grał w nim do końca 1971 roku, a w 1972 roku wyjechał do Paragwaju i został zawodnikiem Club Guaraní. Z kolei w 1973 roku został zawodnikiem Olimpii Asunción, w której grał do 1991 roku, czyli do końca swojej kariery.
Wraz z Olimpią Almeida 10 razy wywalczył mistrzostwo Paragwaju w latach 1975, 1978, 1979, 1980, 1981, 1982, 1983, 1985, 1988, 1989. W latach 1979 i 1990 wygrał Copa Libertadores. W swojej karierze zdobył też Copa Interamericana (1979), Puchar Interkontynentalny (1979), Recopa Sudamericana (1991) i Supercopa Sudamericana (1990).

## Kariera reprezentacyjna
W reprezentacji Paragwaju Almeida zadebiutował 30 września 1973 roku w wygranym 4:0 meczu eliminacji do Mistrzostw Świata 1974 z Boliwią. W kadrze narodowej rozegrał łącznie 22 mecze.

## Kariera trenerska
Po zakończeniu kariery piłkarskiej Almeida został trenerem. Prowadził takie kluby jak: dwukrotnie Club Nacional, dwukrotnie Club Olimpia, Sportivo Luqueño, dwukrotnie Sol de América, gwatemalski CSD Municipal oraz ekwadorskie CD El Nacional i Barcelona SC.
Wraz z Olimpią wywalczył mistrzostwo Paragwaju w 1993 roku, a z Nacionalem - mistrzostwo Clausury w 2009. CSD Municipal doprowadził do trzech tytułów mistrza Gwatemali (2001, 2002, 2003), a CD El Nacional - do dwóch mistrzostw Ekwadoru.
W 1999 roku Almeida był selekcjonerem reprezentacji Paragwaju, którą poprowadził w Copa América 1999. selekcjonerem reprezentacji Gwatemali, którą poprowadził w Złotym Pucharze CONCACAF 2011.